# Friedhofszwang
Unter Friedhofszwang wird eine Vorschrift verstanden, die es verbietet, die physischen Reste eines toten Menschen (also den  Sarg mit Leiche oder die Urne mit Asche) an einem anderen Ort als auf einem zu diesem Zwecke gewidmeten Ort, dem Friedhof, aufzubewahren. Der Anlass waren anfangs Überlegungen zur Hygiene. Im Falle der Feuerbestattung bietet die Seebestattung auf dem offenen Salzgewässer eine Alternative, ergänzt wird dieses durch den Einsatz der „Asche zur freien Verfügung“.

## Grundlage
Insbesondere aus hygienischen Gründen wurde die in vielen Kulturen genutzte Erdbestattung auf besondere Flächen verwiesen. Im Verbreitungsgebiet des Christentums wurden die Verstorbenen zunächst auf den Kirchhöfen, meist in der Nähe der Kirche der Gemeinde, bestattet. Mit zunehmender Bevölkerungsdichte wurden die benötigten Flächen knapp. Das allgemeine Landrecht in Preußen von 1806 bestimmte, dass die Bestattungsflächen außerhalb der bewohnten Flächen der Städte sind. Auf Grund der üblichen Erdbestattung war die Bestattungspflicht und eine Sargpflicht verbunden. Insbesondere wird durch den Friedhofszwang verboten, dass die „Asche zur freien Verfügung“ bei seinen Hinterbliebenen verbleibt. Die Naturbestattung wird durch den Friedhofszwang nicht vollständig ausgeschlossen, ist aber an eine pietätsgenehmigte Fläche, zumeist ein spezielles Waldgebiet (Bestattungswald), als Begräbnisort gebunden.

## Nationale Bestimmungen

### Deutschland

#### Prinzip der Bestattung auf definierten Flächen
In Deutschland regeln die Bestattungsgesetze der Länder, wie mit den Verstorbenen zu verfahren ist. Ein wichtiger Bestandteil ist der sogenannte Friedhofszwang. Dieser schreibt vor, dass eine Beerdigung grundsätzlich außerhalb eines Friedhofsgeländes nicht zulässig ist. Ausnahmen bilden lediglich die Seebestattung und die Naturbestattung in einem Wald. Jedoch wird in jedem Fall die Urne vom Bestatter an den Ort verbracht. Nach deutschem Recht ist es den Angehörigen nicht möglich, selbst über die sterblichen Überreste des Verstorbenen zu verfügen, auch wenn diese es wünschen. Friedhofszwang besteht in Deutschland für die Erdbestattung und seit 1934 zwingend für die Asche von Toten.

#### Geschichte
Der Friedhofszwang wurde in Preußen durch das preußische Allgemeine Landrecht festgeschrieben. In Deutschland fand diese Vorschrift ihre Weiterschreibung im Gesetz über die Feuerbestattung vom 15. Mai 1934 (RGBl. I S. 380).
In allen Bundesländern besteht, abgesehen von einigen Lockerungen, nach wie vor die Begrenzung sterbliche Überresten auf gewidmeten Friedhofsflächen beizusetzen. Diese können kirchlichen oder anderen öffentlich-rechtlichen Trägern unterstellt sein, auch bestimmte Waldflächen können gewidmet sein. Zuwiderhandlungen ziehen rechtliche Folgen nach sich. Eine direkte Mitnahme der Urne aus dem Krematorium ist nicht gestattet. Weder ein Leichnam (Erdbestattung) noch die Kremationsasche (Urnenbestattung) dürfen außerhalb eines Friedhofs bestattet werden, sondern sind in einem Grab beizusetzen.
Bislang gehen einige deutsche Bundesbürger den Umweg über Nachbarländer mit weniger restriktiver Gesetzgebung. So wird nach einer Kremierung im Ausland die dortige Handhabung genutzt. Dies ist jedoch im Falle der Rückbringung der Ascheurne nach Deutschland unter Umgehung der Aufnahme in eine pietätsgewidmete Fläche illegal und kann rechtliche Konsequenzen mit sich bringen. Eine dieser Konsequenzen kann eine Zwangsbestattung sein, deren Kosten sind von den Angehörigen zu tragen.

#### Lockerungen
Es wird bereits seit einigen Jahren über eine mögliche Lockerung des Friedhofszwangs diskutiert. Es gibt eine zunehmende Zahl von Befürwortern. Bestimmte Formen der Alternativbestattungen wie Felsbestattung oder Almwiesenbestattung sind nur in der Schweiz legal. Unter dem Eindruck dieser Debatten und angesichts der Tatsache, dass es inzwischen einen Friedhofszwang nur noch in wenigen Staaten gibt, werden immer wieder Vorschläge für eine Lockerung gemacht. In Nordrhein-Westfalen, im Saarland und in Baden-Württemberg wurden bereits neue, teils flexiblere Bestattungsgesetze erlassen.
Am 22. Oktober 2014 beschloss das Land Bremen eine Lockerung dieser Vorschrift, seit 1. Januar 2015 darf die Asche von Verstorbenen auf Privatgrundstücken und festgelegten öffentlichen Flächen des Landes verstreut werden. Eine völlige Abschaffung des Friedhofszwangs ist durch diese Regelung nicht erfolgt. Damit wurde das Bestattungsrecht durch eine rot-grüne Landesregierung erstmals liberalisiert. Allerdings muss dafür die Erklärung des Verstorbenen vorliegen und die Windrichtung und -stärke ist zu beachten, damit nicht Nachbargrundstücke in Mitleidenschaft gezogen werden. Auch muss der Grundstückseigentümer dem Verstreuen der Asche zustimmen.

### Österreich und Italien
In Österreich und in Italien besteht die Vorschrift Bestattungen auf bestimmten Flächen durchzuführen. In den österreichischen Ländern Salzburg und Vorarlberg gibt es Diskussionen über eine Lockerung dieses Zwangs.

### Weitere Staaten
In vielen europäischen Staaten, so in den Niederlanden, der Schweiz und Tschechien ist der Friedhofszwang regional oder landesweit zumindest für die Asche nach einer Feuerbestattung aufgehoben. Stattdessen gilt der Grundsatz der „Asche zur freien Verfügung“. So kann nach der Feuerbestattung die Asche von Toten zu Hause aufbewahrt oder an beliebigen Orten beigesetzt oder verstreut werden. Die grundlegende Überlegung besteht hierfür darin, dass die eigentliche Bestattung mit der „Entwidmung des Toten“ bereits im Krematorium durch Feuer erfolgt ist.
Außerhalb Europas ist die Aufbewahrung im eigenen Haus oder Grundstück durchaus üblich, dennoch gibt es auch dort definierte Friedhofsflächen.

## Kritik am Friedhofszwang für die Asche Verstorbener
Kritiker des durchgängigen Friedhofszwangs sehen einen unzulässigen Eingriff des Staates in das private Verhältnis zwischen Hinterbliebenen und Toten. Der Friedhofszwang verletze mithin Art. 2 des Grundgesetzes sowie Art. 8 der Europäischen Menschenrechtskonvention. Diese Rechte gewähren die freie Entfaltung der Persönlichkeit und verlangen die Achtung des Privat- und Familienlebens. Zwar schränkt eine gesetzliche Grundlage die Freiheitsrechte der Bürger ein, diese müsse aber durch den Schutz höherer oder zumindest gleichwertiger Rechtsgüter begründbar sein. Gelten für Erdbestattungen Rechte des Gesundheitsschutzes, so geht von Asche jedoch keinerlei Gefahr aus. Der Begriff der Totenruhe sei ein abstrakter Begriff, der seinen Sinn verliert, sobald der Verstorbene etwas anderes verfügt hat. Bei Organspendern, Plastinationen, Obduktionen, Exponaten für die medizinische und chirurgische Lehre sowie nach Ablauf der Grabliegezeiten ist die Totenruhe ohnehin schon widersprüchlich ausgelegt. Insbesondere wenn mit islamischen oder jüdischen Gebräuchen verglichen wird, die eine ewige Ruhepflicht kennen.
Nach neuester obergerichtlicher Rechtsprechung begründet die Totenruhe ungeachtet ihres Menschenwürdebezugs kein absolutes, unabänderliches Verbot jeglicher Störung; sie muss sowohl mit dem Willen des Verstorbenen in Einklang gebracht als auch mit eventuell gegenläufigen Rechtsgütern oder rechtlich schützenswerten Belangen abgewogen werden und kann daher im Einzelfall hinter diesen zurücktreten. Schon 1974 hatte das Bundesverwaltungsgericht eingeräumt, die Zulassung von Ausnahmen von dem gesetzlich festgelegten grundsätzlichen Friedhofszwang auch für Feuerbestattungen könne aus Glaubens-, Gewissens- oder Bekenntnisgründen nach Art. 4 GG geboten sein.
Befürworter wie die christlichen Kirchen und Bestatterverbände halten dagegen, dass die Zugänglichkeit zur Asche gesetzlich geschützt sein müsse, notfalls gegen einen erklärten Willen des Verstorbenen, um jedermann einen persönlichen Abschied zu ermöglichen. Außerdem könne die Totenruhe nur auf einem zugelassenen Friedhof oder Beisetzungsfeld gewahrt sein.